# Jack Cornelsen

a Compétitions nationales et continentales officielles uniquement.

b Matchs officiels uniquement.
Dernière mise à jour le 12 novembre 2023.
Jack Cornelsen (ジャック コーネルセン, Jakku Kōnerusen), né le 13 octobre 1994 à Gold Coast (Australie), est un joueur international japonais d'origine australienne de rugby à XV évoluant aux postes de deuxième ligne et de troisième ligne. Il évolue avec le club des Saitama Wild Knights en League One depuis 2018.

## Biographie
Né à Gold Coast, en Australie, il est le fils de l'ancien joueur des Wallabies Greg Cornelsen.

### Carrière en club
En 2015 et 2016, il joue pour l'équipe australienne de Queensland Country en NRC, mais il n'attire pas l'attention des recruteurs du Super Rugby.
Il représente le club japonais des Saitama Wild Knights depuis 2018, avec qui il remporte deux fois le Championnat japonais en 2021 et 2022.

### Carrière internationale
En novembre 2020, le joueur d'origine australienne devient éligible avec le équipe du Japon remplissant désormais le critère de résidence.
En 2021, Jack Cornelsen est sélectionné pour la première fois avec l'équipe du Japon, comme deux autres Australiens Dylan Riley et Ben Gunter.
Il est appelé dans le groupe japonais pour la préparation de la Coupe du monde 2023. Durant cette Coupe du monde, commençant les quatre matchs du Japon dans la poule D, il se fait remarquer par sa défense.

## Statistiques internationales
- 20 sélections avec le Japon depuis 2021 (18 fois titulaire).
- Sélectionné pour la Coupe du monde 2023 (4 matchs).

## Palmarès

### En club
- Saitama Wild Knights
  - Vainqueur du Championnat du Japon en 2021 et 2022.